# Eskobar
Eskobar – szwedzka grupa muzyczna reprezentująca muzykę indie rock i pop, założona w 1996.
Grupa początkowo występowała pod nazwą Cripplefish, wykonując muzykę grunge, jednak nie odnosiła większych sukcesów. Zwrot w ich karierze nastąpił wraz z przyjęciem nowej nazwy, zmianą stylu i podjęciem współpracy z amerykańskim menedżerem. W 2002 zespół we współpracy z Heather Novą nagrał utwór „Someone New”.

## Skład grupy
- Daniel Bellqvist – wokal
- Frederik Zäll – gitara
- Jocke Brunnberg – bębny
- Robert Birming – bębny (były członek)

## Dyskografia

### Albumy
- 2000 – Til We're Dead
- 2001 – There's Only Now
- 2004 – A Thousand Last Chances
- 2006 – Eskobar
- 2008 – Death in Athens

### Wybrane single
- 1999 – On A Train
- 2000 – Counterfeit EP
- 2000 – Tumbling Down
- 2000 – Good Day For Dying
- 2000 – On A Train
- 2001 – Tell Me I'm Wrong
- 2001 – Into Space
- 2001 – Tumbling Down
- 2002 – Move On
- 2002 – On The Ground
- 2002 – Someone New
- 2003 – Love Strikes
- 2003 – Singles Collection Volume One
- 2003 – Singles Collection Volume Two
- 2004 – You Got Me
- 2004 – Bring The Action
- 2005 – Even If You Know Me
- 2006 – Whatever This Town
- 2006 – Devil Keeps Me Moving
- 2006 – Persona Gone Missing